# Кіана
Кіана (дав.-гр. Κυανῆ) — персонаж давньогрецької міфології, озерна німфа з Сицилії.
Вона була коханою річкового бога Анапіса. Кіана водила хоровод в свиті Персефони і стала свідком її викрадення Аїдом. Піднявшись з озера, вона спробувала перегородити йому шлях, але Аїд сердито жбурнув у воду свій скіпетр і по проходу, що відкрився, спустився в підземне царство, залишивши Кіану ридати по Персефоні. Кіана пролила так багато сліз, що розчинилася у водах озера, і, коли Деметра прийшла в пошуках своєї дочки, вона виявилася не в змозі розповісти богині про побачене.
На її честь назвали джерело та озеро. Також названо астероїд 403 Кіана. 